# Ophiozonella oedilepis
Ophiozonella oedilepis är en ormstjärneart som först beskrevs av Murakami 1942.  Ophiozonella oedilepis ingår i släktet Ophiozonella och familjen Ophiolepididae. Inga underarter finns listade i Catalogue of Life.